# USM Oran

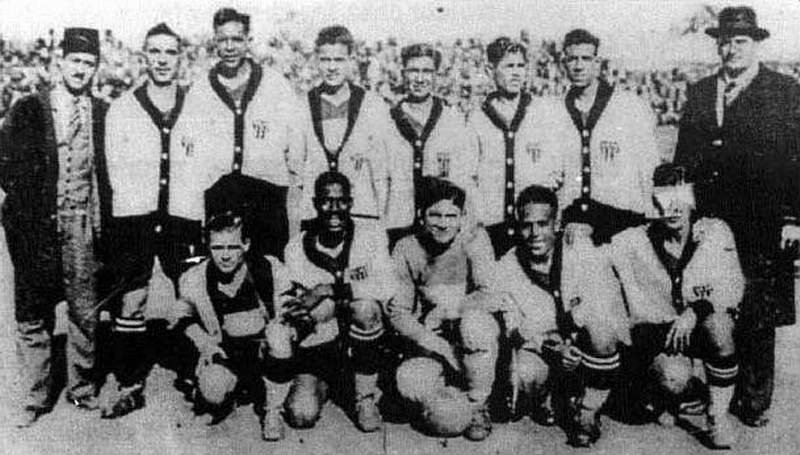
USM Oran in 1939

USM Oran is een Algerijnse voetbalclub uit de stad Oran.

## Geschiedenis
De club werd in 1926 opgericht als Union Sportive Musulmane d'Oran. Buiten voetbal was de club ook actief in atletiek, basketbal, boksen, wielrennen, handbal, zwemmen en volleybal. De club was een fusie tussen Mouloudia Club Musulmane d'Oran, Hamidia Club Musulman d'Oran en Mouloudia Hamidia d'Oran. De club schreef zich in voor de amateurcompetitie van de Ligue d'Oran de Football Association en begon daar in de derde klasse. In 1931 promoveerde de club naar de hoogste klasse. Twee jaar later werden ze voor het eerst kampioen. In totaal won de club zeven keer deze competitie.
Door de Algerijnse Oorlog, die in 1954 losbarstte werd het moeilijker om wedstrijden te spelen tussen de Europese en moslimclubs. Nadat de finale van de Noord-Afrikaanse beker tussen USM Bel-Abbès (moslimclub) en SC Bel-Abbès (Europese club) niet gespeeld werd omdat er alles aan gedaan werd om SC Bel-Abbès te laten winnen staakten de activiteiten van vele clubs, waaronder ook USM Oran, tot aan de Algerijnse onafhankelijkheid in 1962.
Het was de bedoeling om van de legendarische club ook een grote club te maken in het onafhankelijke Algerije, maar dit mislukte. De club speelde in de schaduw van stadsrivalen MC Oran en ASM Oran. Tussen 1977 en 1989 speelde de club als NADIT Oran.

## Erelijst
Ligue d'Oran de Football Association
1933, 1943, 1944, 1945, 1946, 1949, 1950